# أوطو
أوطو هي إلهة الحياكة والخياطة في الديانة السومرية، ذكر بكونها ابنة إنكي إله الماء وننهورساج. كان العنكبوت يعتبر رمز لها. تقول الأسطورة أنه بعد ولادتها حاول والدها إنكي اغتصابها وممارسة الجنس معها، لكن بسبب رفضها وخوفها من إنكي قامت بلف نفسها بالخيوط لكي تحميها من إنكي. لكن إنكي قام بتثميلها وتسمميها وثم قام باغتصابها. عندما علمت ننهورساج والدتها بذلك قامت بإزالة مني إنكي منها ورمتها في الأرض لتنبت على الأرض، ليقوم إنكي لاحقاً بأكل هذه النباتات.